# Alfred Deller
Alfred George Deller (Margate, Inglaterra, 31 de maio de 1912 — Bolonha, 16 de julho de 1979) foi um contratenor inglês.

## Vida
Deller nasceu em Margate, uma estância costeira em Kent. Cantava no coro da igreja local. Quando sua voz quebrou, continuou a cantar em seu registro agudo, se estabelecendo como um contratenor. Deller foi membro do coro da Canterbury Cathedral e St Paul's Cathedral (1940–47 e 1947–62, respetivamente).
Surgiu como solista, em grande parte como resultado da admiração do compositor Michael Tippett, que reconheceu a beleza única da sua voz.